# فريديريخ فرانزل
فريديريخ فرانزل (بالألمانية: Friedrich Franzl)‏ (6 مايو 1905 – تاريخ الوفاة غير معروف) لاعب كرة قدم نمساوي راحل كان يجيد اللعب في مركز حارس المرمى .
لعب طوال مسيرته الرياضية في أندية أدميرا فيينا (1923-1931) فينر (1931-1937).
مثل منتخب النمسا في 15 مباراة (1926-1931). شارك مع منتخب النمسا في بطولة كأس العالم 1934 في إيطاليا حيث احتل المركز الرابع.

## وصلات خارجية
- فريديريخ فرانزل على موقع الاتحاد الدولي (مؤرشف)  (الإنجليزية)
- فريديريخ فرانزل على موقع قاعدة بيانات كرة القدم.إي يو (الإنجليزية)
- فريديريخ فرانزل على موقع ناشيونال فوتبول تيمز (الإنجليزية)
- هذا سيرة ذاتية